# Tow Ubukata
Tow Ubukata (jap. 冲方 丁, Ubukata Tō; * 14. Februar 1977 in der Präfektur Gifu) ist ein japanischer Schriftsteller und Drehbuchautor von Animes.

## Biografie
Da er Schriftsteller werden wollte, nahm Ubukata nach Abschluss der Oberschule 1996 an einem Wettbewerb von Kadokawa Shoten teil und gewann diesen mit Kuroi Kisetsu. Danach studierte er an der Waseda-Universität und arbeitete ab 1997 in der Spieleindustrie. Gemeinsam mit der Illustratorin Mami Itō produzierte er 2001 den Manga Pilgrim Jäger. Er verließ die Universität ohne Abschluss.
2003 gewann er den 24. Japan Science Fiction Grand Prize für Mardock Scramble. Sein Roman Chaos Legion war Grundlage für ein Videospiel von Capcom mit demselben Titel. Des Weiteren war er 2003 für Madoromi no Sephirot, 2004 für Mardock Scramble und 2007 für Mardock Velocity für den Seiun-Preis nominiert.
Er arbeitete am Manga und Anime Le Chevalier D'Eon. Er schrieb das Skript des Mangas und war am Entwurf der Geschichte des Animes und am Drehbuch beteiligt. Beide Versionen unterscheiden sich in der Handlung stark voneinander. 2014 schrieb er die Handlung für den Anime Psycho-Pass 2.

## Werke

### Mardock-Reihe
- Kompression, 2006, ISBN 3-453-52176-5, The First Compression, 2003
- Expansion, 2007, ISBN 3-453-52177-3, The Second Combustion, 2004
- Implosion, 2007, ISBN 3-453-52179-X, The Third Exhaust, 2005

### Einzelromane
- Kuroi Kisetsu („Die schwarze Jahreszeit“)
- Bye Bye Earth
- Madoromi no Sephirot („Der schlafende Sephirot“)
- Storm Bring World
- Chaos Legion (7 Bände)

### Manga und Anime
- Pilgrim Jäger (Zeichnungen: Mami Itō)
- Sōkyū no Fafner
- Le Chevalier D’Eon (Zeichnungen: Kiriko Yumeji)
- Heroic Age
- Psycho-Pass 2